# Бадшахи джамия
Джамията Бадшахи или Императорската джамия (на урду: بادشاہی مسجد) в Лахор, Пакистан е втората по големина джамия в страната и една от най-големите джамии в света. Построена е по нареждане на моголсия император Аурангзеп през 1671 до 1674 г. Тя се счита за една от най-значителните сгради на ислямската религиозна архитектура от Времето на моголите.

## Архитектура

### Двор
Джамията принадлежи към типа джамии с двор т.е. около 80% от площта е заета от вътрешен заграден двор, в център на който има водна площ за измиване, съгласно религиозните обичаи. Може дасъбере около 55 хиляди вярващи

### Джамия
Сградата на джамията Бадшахи наподобява построената две десетилетия по-рано джамия Jama Masjid в Делхи. Основната сграда е разположена в югозападната страна на двора и е ориентирана към Мека. В ъглите на сградата са разположени 4 броя ниски осмоъгълни минарета с поставени върху тях павилиони (chhatris). На сградата има три бели мраморни издути купола (купол тип луковица), които имат на върха обърнати лотосни цветове и завършват всяка с позлатен сферичен шпил (jamur). Фасадата е симетрична и е изработена от червен пясъчник с украса от бял мрамор, като има един голям централен портал с по пет малки портала от двете му страни.

## Галерия
- Таванът на молитвената зала е украсена с елегантни фрески на цветя и мукарни в стил от Средна Азия
- В джамията са показани могулски стенописи
- Входната врата, поглед от двора
- Силует с архитектурните части на джамията
- Badshahi Masjid
- Поглед от юг от Fort Street
- The interior of the mosque is embellished with intricate floral motifs
- An example of Badshahi Mosque's intricate decoration
- The Tomb of Allama Iqbal is located immediately north of the mosque's monumental gateway
- Осветителните тела в джамията
- Поглед към джамията Бадшахи вечер
- Джамията през нощта
- Side view
- A view over the mosque's marble domes
- A view of Badshahi Mosque from the Alamgiri Gate
- The mosque's entry gateway connects the mosque to the Hazuri Bagh
- Entry gate's design
- Поглад от Iqbal Park
- Panoramic view of Badshahi Mosque as seen from Food Street Fort Road